# Monanchon jucundus
Monanchon jucundus är en insektsart som beskrevs av Capener 1972. Monanchon jucundus ingår i släktet Monanchon och familjen hornstritar. Inga underarter finns listade i Catalogue of Life.